# Сан-Хоакін (Парагвай)
Сан-Хоакі́н (ісп. San Joaquín) — місто у Парагваї, департамент Каагвасу.

## Географія
Розташовується у центрі східної половини країни.

### Клімат
Місто знаходиться у зоні, котра характеризується вологим субтропічним кліматом. Найтепліший місяць — січень із середньою температурою 25.8 °C (78.4 °F). Найхолодніший місяць — червень, із середньою температурою 16.3 °С (61.3 °F).
| Клімат Сан-Хоакіна      | Клімат Сан-Хоакіна | Клімат Сан-Хоакіна | Клімат Сан-Хоакіна | Клімат Сан-Хоакіна | Клімат Сан-Хоакіна | Клімат Сан-Хоакіна | Клімат Сан-Хоакіна | Клімат Сан-Хоакіна | Клімат Сан-Хоакіна | Клімат Сан-Хоакіна | Клімат Сан-Хоакіна | Клімат Сан-Хоакіна | Клімат Сан-Хоакіна |
| Показник                | Січ.               | Лют.               | Бер.               | Квіт.              | Трав.              | Черв.              | Лип.               | Серп.              | Вер.               | Жовт.              | Лист.              | Груд.              | Рік                |
| Середня температура, °C | 25,8               | 25,5               | 24,3               | 21,2               | 19                 | 16,3               | 16,7               | 18,1               | 19,4               | 22,1               | 23,5               | 25,1               | 21,4               |
| Норма опадів, мм        | 176.6              | 151.3              | 155.2              | 150.7              | 145.1              | 116                | 76.1               | 95.4               | 125.4              | 187.7              | 172                | 165.1              | 1716.6             |
| Днів з опадами          | 9,2                | 8,2                | 7,1                | 6,7                | 6,7                | 6,9                | 5,4                | 6,2                | 7                  | 8,4                | 7,9                | 8,5                | 88,2               |
| Вологість повітря, %    | 71.4               | 73.7               | 74.9               | 77.1               | 78.6               | 79.2               | 74.1               | 71.9               | 70.4               | 70.2               | 69.5               | 70.2               | 73.4               |
| ----------------------- | ------------------ | ------------------ | ------------------ | ------------------ | ------------------ | ------------------ | ------------------ | ------------------ | ------------------ | ------------------ | ------------------ | ------------------ | ------------------ |
| Джерело: Weatherbase    |                    |                    |                    |                    |                    |                    |                    |                    |                    |                    |                    |                    |                    |